# Skout
SKOUT是一个基于位置的社交网络、約會应用程序和网站。SKOUT可在iOS和Android操作系统上使用。SKOUT的開發商與網站同名，開發的其他产品包括夜生活应用Nixter和短时群发短信应用Fuse。